# Kategóriák (Arisztotelész)
A Kategóriák, régebbies, de a hagyomány alapján ma is használt írással Katégoriák Arisztotelész antik görög filozófus fennmaradt logikai művei gyűjteményének, az Organonnak az első része. Megjegyezük, hogy e művek elnevezései, „Organon” és „Katégoriák”; nem hitelesen Arisztotelésztől származnak, sőt sokáig azt is sokan kétségbe vonták, hogy a Katégoriákat Arisztotelész írta volna; mára ezek a kétségek többnyire eloszlottak, és csak az utolsó fejezeteket (10.-15.) tartjuk más peripatetikus írók, tanítványok (Theophrasztosz vagy Eudémosz) művének. A Kategóriákat az Organon más fejezeteihez képest korán megírt, kezdetlegesebb és/vagy kezdők számára írt részének tekintjük általában (a tudomány mai állása szerint, bár a mű helye és szerepe Arisztotelész életművében sok tekintetben vitatott). Bővebb részletekkel az ilyen, filológiai jellegű problémákkal kapcsolatban az Organon szócikk történeti részei szolgálnak.
A „katégoria” (görög) szó eredetileg vádat jelentett, vagyis olyan kijelentéseket, melyek (egy gyanúsítottról) állíthatóak, és ez utóbbi értelme miatt többes számban kezdték a peripatetikusok a „κατηγορίαι του ờντος” , vagyis „a lét állítmányai” értelemben használni. A mű témája tényleg nagyjából ez; azaz hogy a (görög) nyelvben mely nevek melyekről állíthatóak, s ez valószínűleg azért jelentős kérdés, mert az Arisztotelész logikájában az olyan nevek a legfontosabbak, melyek állíthatóak valamiről s melyekről valami állítható (ilyenek lehetnek ún. középfogalmak az ún. szillogizmusokban).
A kategória filozófiai fogalom, a következőképp szokták értelmezni: Arisztotelész bizonyára három csoportra osztotta a nyelv szavait. Azon nevek, melyek semmiről sem állíthatóak (önmagukat kivéve), de róluk sok minden állítható, az egyedi nevek; azok, melyek ellenben állíthatóak valamiről, és szintén sok minden állítható róluk, olyan nevek, melyeket általánosnak nevezhetünk, végül azok a dolgok, melyekről viszont a két előzővel ellentétben semmi nem állítható (nyilván néhány triviális kijelentést kivéve, hogy léteznek, meg hogy egyenlőek önmagukkal stb.), noha ők maguk sok mindenről állíthatóak, épp a kategóriák. Arisztotelész tíz kategóriát különböztet meg (szubsztancia, birtoklás, minőség, mennyiség, viszony, helyzet, hely, idő, cselekvés, elszenvedés); későbbi műveiben ezek közül néhányat elhagy, néhányat összevon, úgyhogy kategóriáinak számát vélhetően négy-ötre, de maximum nyolcra zsugorította. A nem szubsztanciális kategóriákat (vagyis az elsőt kivéve mindegyiket) később akcidentálisnak vagy attribútumoknak nevezték. Vannak egyébként e hármas csoporton felül olyan állítmányként mondható nevek is, melyek több kategóriáról (bár nem feltétlenül az összesről) is állíthatóak, s melyeket később, a középkorban posztpredikamentumoknak neveztek. Vannak a kategóriákat még jobban meghaladó, még általánosabb nyelvi kifejezések, ezeket később transzcendentáléknak nevezték (ilyen a Lét, az Igazság stb.), de az Organon velük nem foglalkozik.
Megjegyezzük még, a nyelv neveinek fenti hármas csoportra osztása Arisztotelésznél nincs meg kifejezetten (például beszél „egyedi” nevekről, meg „állíthatóakról”, de „kategóriákról” egyáltalán nem), ámbár a műből kiolvasható (ti. ha el akarjuk dönteni, hogy mi lenne az ezekről szóló bekezdések értelme, akkor más megoldás nemigen kínálkozik). Arisztotelész nemcsak hogy nem definiálja a kategória fogalmát – talán nem véletlenül – de a címet kivéve, mint külön értelmezett fogalmat, nem is használja ezt a szót. Erről ld. a „kritikai megjegyzéseinket” tartalmazó lentebbi részt.
A Katégoriák megjelent magyarul, az Organon két másik írásával együtt is (Herméneutika, Első analitika), de önállóan is. Ld. itt

## A mű tartalma
A nyelv szavait azok alany-állítmány viszonyai szerint vizsgáló mű három nagyobb részre osztható.
- Az első, rövidebb, rész (az első három-négy fejezet) nyelvtani-lételméleti alapozásul szolgál, ettől eltekintve tartalmilag azonban nem összefüggő. Három különböző dologról beszél: a szavak hangalakjának és jelentésének viszonyáról, véghez viszi a nevek lételméleti csoportosítását szubsztanciákra és akcidensekre, és kimond néhány további elvet, melyet a későbbiekben néha felhasznál. A szavakat csoportokba, kategóriákba sorolja, saját szempontjai szerint (e szempontokat azonban nem adja meg, így lehetőséget adva némi vitára.
- A második rész a tíz kategóriával foglalkozik: valójában csak négy-öt kategória tárgyalása található meg vagy maradt fenn a műben.
- A harmadik rész olyan kifejezéseket vizsgál, melyek több kategóriára közösen is mondhatóak, ezek a (posztpredikamentumok).

### Szóalak és jelentés
Arisztotelész az Organon első bekezdésében nekilát tisztázni, milyen viszonyban lehet egy szó alakja és jelentése más szóalakokhoz és jelentésükhöz viszonyítva, és a Kategóriák mindössze 16 soros első fejezetében nincs is másról szó. Eszerint három esetet különböztet meg.

#### Homonímia
A homonim (hasonnevű) dolgok neve azonos, ám e nevek jelentése teljesen más („a névnek megfelelő fogalmi lényeg más és más”). Azaz homonimok azok a dolgok, melyek neve véletlenül egybeesik, s nem azért, mert valami értelmi közösség van bennük.
Magyar nyelven általában főnév-ige párok szoktak homonimok lenni, például vár (erőd) – vár (várakozik), légy (rovar) – légy (legyél), kevésbé jobb példa a „levél” (postai és falevél), hiszen ezek közt bizonyos analógia van (ti. mindkettő lapos dolog, és így van bizonyos fogalmi lényegközösség), ezek inkább szinonimok. Arisztotelész példája, az „élőlény” és a „képmás” csak az ő anyanyelvén érthető: ugyanis görögül mindkettő „zóon” (ζωον).

#### Szinonímia
A szinonim (azonos nevű) dolgok azok, melyeknek közös neve van (olyan értelemben, hogy egy fogalom alá tartoznak), de azért, mert fogalmi lényegükben is közösség van.
Például az ember és az ökör szinonimok, mert mindkettő élőlény, tehát közös elnevezés áll rendelkezésre mindkettejük részére (a modern nyelvészet nem egészen az ilyen szópárokat nevezi szinonimáknak, hanem a rokonértelmű szavakat, azaz azokat, melyek alakja különböző, de értelme nemhogy átfed, hanem tulajdonképpen – árnyalatnyi különbséggel – ugyanaz. Az arisztotelészi szinonímia ennél jóval általánosabb).

#### Paronímia
Az agglutináló jelleggel is bíró nyelvekben (ilyen a görög, a latin, a magyar) van értelme a paronímia (rokonnevűség) fogalmának. Egy szótő paronim alakjai azok, melyeket ezekből a szótőből képzünk, azaz „amelyek valamiről eltérő esetvégződésű szóval vannak elnevezve”.
Például bátor (ανδρεĩος) és bátorság (ανδρεια) (Arisztotelész nyelvén egyébként fordítva van, a „bátorság”ból képzettnek tekintjük a „bátor” szót).

#### Néhány hivatkozás a fenti fogalmakra
Ezeket a megkülönböztetéseket Arisztotelész meglehetősen ritkán használja a későbbiekben, csak a Hermeneutika egy helyén (a 6. fejezet utolsó mondatában) hivatkozik e fogalomra, a „a szofista okvetetlenkedést” megelőzendő, meg a szubsztanciáról szóló részben (5. fej.) belátja, hogy a fajkülönbségek mindig szinonimok egy-egy megfelelő szubsztanciával. A szofistákra vonatkozó megjegyzés tényleg helyénvaló: ha egyes szavaknak homonim jelentése is van, az nyilván érvénytelenné tesz bizonyos konkrét következtetéseket, értelmetlen eredményre vezetve (ha minden bükkfalevél (fa)levél, és minden (postai) levél papírból van, akkor persze a puszta szóalakok alapján, bárki következtethetne úgy, hogy minden bükkfalevél papírból van. A Szofisztikus cáfolatokban is hoz fel Arisztotelész példákat ilyesfajta álokoskodásokra).
Egyébként a szinonímia és homonímia megkülönböztetése nem egészen egyértelmű, ld. a „kritikai megjegyzésekről” szóló részt (itt).

### Alanyban lévő és állítható dolgok

#### A kimondható nevek arisztotelészi csoportosítása
A Kategóriák második fejezetében Arisztotelész eljut ahhoz a megkülönböztetéshez, ami később filozófiájának egyik alapja lesz (az akcidens-szubsztancia megkülönböztetéshez); bár e helyen még elég kezdetleges formában fejti ki.
Elöljáróban leszögezi, hogy a szavakat kapcsolat nélkül (ember, marha, fut, győz) vagy összekapcsolva (Az ember fut, Az ember győz) mondhatjuk.
Ezután a kapcsolat nélkül mondott szavakkal foglalkozik, a szókapcsolatok (kijelentések) vizsgálatát a Hermeneutikában kezdi meg.
A kapcsolat nélküli szavakról a következőket mondja:
„Amik vannak, azok közül egyesek bizonyos alanyról állíthatóak, de egy alanyban sincsenek; például ember egy bizonyos emberről mint alanyról állítható, de egy emberben sincs mint alanyban. Mások alanyban vannak ugyan, de egy alanyról sem állíthatóak (»alanyban van«, ezt úgy értem, hogy noha nem mint rész van meg valamiben, mégsem létezhetik külön attól, ami van); például egy bizonyos nyelvtudás a lélekben mint alanyban van, de egy alanyról sem állítható, meg egy bizonyos fehérség a testben mint alanyban van (hiszen minden szín a testben van), de egy alanyról sem állítható. Ismét mások alanyról is állíthatóak, és alanyban is vannak, például a tudás a lélekben mint alanyban van, és a nyelvtudásról mint alanyról állítható. Végül mások sem alanyban nincsenek, sem alanyról nem állíthatók: például egy bizonyos ember, egy bizonyos ló, mert semmi ilyen nincs alanyban, és nem is állítható alanyról.
Általában: ami egy és oszthatatlan, az semmi alanyról nem állítható, de semmi akadálya annak, hogy viszont alanyban legyen; hiszen egy bizonyos nyelvtudás is alanyban van.”

#### A kategóriafogalom egy lehetséges (?) értelmezése
Ennek a szövegnek az értelmezése önmagában nem könnyű, a későbbi fejezetekben és a Metafizikában azonban kiderül, miről van szó (az már néhány olvasás után elég nyilvánvaló, hogy a szöveg értelmének kulcsa az általunk kövéren szedett részekben van). Megjegyezzük, mindennek ellenére az alábbi értelmezés azért vitatható, ld. (a kritikai megjegyzéseket):
Vannak állítható szavak, azaz amelyek kimondhatóak bizonyos dolgokról, azaz kijelentő mondatok állítmányai lehetnek. Vannak ellenben olyanok, melyek nem. Aztán olyan szavak is vannak, melyekről állítható valami, de olyanok is, melyekről nem.
1. Az „egy és oszthatatlan”, vagyis egyedi dolgokat jelölő szavak például logikusan nem állíthatóak semmiről (önmagukon kívül, magukról nyilván állíthatóak), mert ha még másról is állíthatóak lennének, azaz több dologról, akkor nem lehetnének egyediek. Ahogy fent, ezeket egyedieknek nevezzük. Egy bizonyos fehér folt, egy adott ember (például Szókratész), egy bizonyos nyelvtudás (konkrét személy konkrét nyelvtudása) nyilván egyedi. De persze ezek közt nemigen van olyan, amiről semmi sem állítható, hiszen két egyedet valahogyan meg kell tudnunk különböztetni, tehát ezek a megkülönböztető jegyek állíthatóak kell hogy legyenek róluk.
2. Vannak aztán olyan dolgok, amik állíthatóak is, azaz általánosak, de azért róluk is állítható valami. Például ilyen a szamár: Protagorasz szamár, és A szamár élőlény (mindkét mondatban nem egy bizonyos szamár, hanem általában a szamarak értendőek). Sajnos a néhány soros fejezetben ezek a példák nem szerepelnek, pedig növelnék az érthetőséget.
3. Vannak végül olyan dolgok is, amelyek állíthatóak valamiről, de ők maguk már annyira általánosak, hogy róluk semmi sem állítható. Arisztotelész később kifejti mik ezek (ezek pedig a kategóriák). Később az ilyen nagyon általános állítmányokat predikabíliáknak nevezték a skolasztikusok.

#### A szubsztancia és az akcidens
Arisztotelész – ahogy az az Organonban néha előfordul máshol is – azonban mindezt lét- és ismeretelméleti alapokra is helyezi.
1. Ti. kimondta, hogy bizonyos dolgok nem mint rész vannak meg valamiben, ennek ellenére attól külön, amiben megvannak, mégsem létezhetnek. Ezeket a félig létező, félig nem létező (önállóan nem létező) dolgokat nevezték el később akcidentális dolgoknak (Arisztotelésznél συμβεβηκóς „szümbebékosz”), röviden akcidensnek.
2. Ám vannak önálló létezők is, például ilyen a legtöbb konkrét egyedi dolog.

Ezeket Arisztotelész úsziának (ουσíα) nevezte, későbbi és elterjedt nevük szubsztancia.
Arisztotelész kutatásai során a szubsztancia két alapvető és karakterisztikus tulajdonságát fedezi fel. Az egyik, hogy a szubsztancia nincs alanyban, azaz önállóan létezik; a másik, hogy ellentétes tulajdonságai lehetnek. Ez utóbbi semmi másra nem mondható, csak a szubsztanciára.
A Katégoriák akcidensekre vonatkozó megállapításait összegezve úgy látszik, az akcidensek alapvetően kétféle szerepet tölthetnek be. Egyrészt járulékos tulajdonságai lehetnek a szubsztanciának (fehérség, jövőbeniség stb.); másrészt pedig olyan birtokai, melyek nem mint egy rész vannak a szubsztanciában (tudás). Az akcidensek nyelvileg is különböznek a szubsztanciától (ti. hogy általában melléknevek, vagy nem főnévből képzett főnevek; és nemigen lehetnek mondatok alanyai), ezen kívül nem léteznek önállóan, csak mint valaminek a járulékos tulajdonságai, továbbá ha egy akcidens állítható egy szubsztanciáról, akkor meghatározása nem állítható, míg ez utóbbi a melléknévként-tulajdonságként használt szubsztanciákra nem igaz (például ha egy bizonyos ember fehér, állítható róla az, hogy fehér, ettől még a „fehér” tulajdonság meghatározása, fogalmi lényege nem állítható róla – különben az ember nemcsak fehér, de fehérség is lenne – ám ha egy bizonyos emberről mondjuk, hogy ember, akkor nemcsak az „ember” szó, de e szó jelentésének meghatározása is állítható erről az emberről, például hogy kétlábú, tollatlan stb.).
A szerint a két szempont szerint, hogy egy név állítható-e valamiről, és hogy önállóan létezik-e (igaz-e, hogy „nincs alanyban”), vagyis a név általánossága és lényegisége szerinti két-két lehetőség kombinációi alapján négyféle név létezhet:
1. Az egyediek és önállóan létezők az egyedi szubsztanciák. Például Arisztotelész, egy konkrét ló;
2. Az egyediek, de nem önállóan létezők az egyedi akcidensek, például egy bizonyos fehérség (=egy adott fehér folt fehérsége, mivel a fehérség nem egy adott része a fehér foltnak, de mégis a sajátja olyannyira, hogy a folttól elválasztva nem is létezhetik. A folt mintegy az anyag, a fehérsége pedig a forma);
3. Az általánosak, de mégis önállóan létezőek az általános vagy másodlagos szubsztanciák. Bár Arisztotelész, a szubsztancia kategória jellemzésekor (5. fejezet, ld. lentebb) fejtegetésekbe bocsátkozik arról, hogy a másodlagos szubsztanciák kevésbé léteznek, mint az elsődlegesek, az egyediek, de azért még létezést tulajdonít nekik. Ma azt mondanánk, az ide tartozó nevek leginkább az általános fogalmak nevei.
4. Az általánosak, de önállóan nem létezőek az általános akcidensek: például tudás, emberség mert ezek csak valakié vagy valamié lehetnek.

### A szubszumpciós elv. Nemek és fajok
A harmadik igen rövid fejezet elején a következő olvasható:
”Amikor valamit másvalamiről mint alanyról állítunk, mindaz, ami az állítmányokról is állítható, az alanyokról is állítható. Például egy bizonyos emberről állítható, hogy ember, utóbbiról meg, hogy élőlény, akkor tehát ama bizonyos ember is élőlény”.
Ez az alárendelés (subsumptio) elve. Skolasztikus megfogalmazásban „Nota notae est nota rei ipsius” („A dolog jegyének jegye a dolognak is jegye”).
A következő szöveg viszont elég nehezen érthető elsőre:
„Ha a nemek különbözőek és egyikük sincs alárendelve a másiknak, akkor mások a fajonkénti különbségeik is. Például álljon az élőlény és tudomány: szárazföldi, vízi és kétlábú: ezek az élőlény különbségei, viszont egyik sem a tudomány különbsége, hiszen a tudomány a tudománytól nem abban különbözik, hogy »kétlábú«”.
A megértéshez mindenekelőtt azt kell tudni, hogy Arisztotelész egy másik  művében a dolgokat faj (eidosz, ειδος latin nyelven species) és nem (genosz, γένος lat. genus) szerint osztotta csoportokra, ahol egy-egy nemen belül a fajokat v.milyen fajalkotó különbség (diafora, διαφορά, lat. differentia specificia) különböztet meg. Mai nyelven egyszerűen osztályokról (halmazokról) és részosztályokról (részhalmazokról) van szó, bár Arisztotelész az általa kidolgozott osztályzási rendszerhez is ontológiai értelmezést adott hozzá .

### A kategóriák rendszere
A negyedik fejezetben érkezik el a kategóriatan megalkotásához.
A fejezet teljes szövege:
„Kapcsolat nélkül mondott szavak mindegyike vagy szubsztanciát jelöl, vagy mennyiséget, vagy minőséget, vagy viszonyt, vagy helyet, vagy időt, vagy helyzetet, vagy hogy valamije van, vagy cselekvést, vagy elszenvedést.
Szubsztancia – röviden szólva – ember, ló; mennyiség például kétkönyöknyi, háromkönyöknyi, minőség például fehér, írásművekkel foglalkozó, viszony például kétszeres, fél, nagyobb, hely például A Lükeionban, a főtéren, idő például tegnap, tavaly, helyzet például fekszik, ül, valamivel való ellátottság (birtoklás) például lábbelit hord, fel van öltözve, cselekvés például vág, éget, elszenvedés például vágatik, égettetik.
Önmagában mondva e szavak egyike sem foglal magában állítást, csak egymáshoz kapcsolódásuk révén jön létre állítás. Hiszen világos, hogy minden állítás vagy igaz, vagy téves, míg a minden kapcsolat nélkül kimondott szavak – például ember, fehér, fut, győz – se nem igazak, se nem tévesek.”
Tehát a tíz kategória (későbbi, latin elnevezéseiket is megadtuk):
1. szubsztancia (οủσία=uszia vagy τί εστι=ti eszti, önállóság, lényegiség, essentia);
2. mennyiség (ποσóν=poszón, quantitas)
3. minőség (ποιóν=poión, qualitas)
4. viszony (πρóσ τι=prosz ti, viszony, relatio)
5. hely (πού = pu, locus)
6. idő (ποτέ = poté, tempus)
7. helyzet (κεĩσθαι = keiszthai, situs)
8. birtoklás (+¸έχειν = ekhein, „van valamije”, habitus)
9. cselekvés (ποιεĩν = poiein, „hatás”, actio)
10. elszenvedés (πάσχειν = paszkhein, passio)

A nyelvi kategóriák e rendszerét, úttörő voltának elismerése mellett, rengeteg kritikai megjegyzés is érte, neves filozófusok részéről is.

#### A szubsztancia tulajdonságai
Az ötödik fejezet kizárólag erről szól.
Leginkább az egyedi szubsztanciák, vagyis az „alanyról nem állítható” és „alanyban sem lévő” dolgok szubsztanciák. Ezek fajait és nemeit nevezi Arisztotelész másodlagos szubsztanciáknak, ezek „kevésbé” szubsztanciák, de azért még ide tartoznak; egyébként ezen belül is a nemek, minthogy általánosabbak, kevésbé szubsztanciák mint a fajok, általában minél „alanyibb” egy dolog, annál inkább szubsztancia, és minél „állítmányibb” (minél többféle dologról állítható – konceptualista fordításban minél többféle tárgy esik alája), annál kevésbé. Arisztotelész itt megfordítja Platón tanait, akinél a minél nagyobb általánosság jelentette a minél „valódibb” létezést.
- a szubsztanciák közös tulajdonsága, hogy nem lehetnek alanyban. Ugyanis az elsődleges szubsztancia nem lehet alanyban, azaz nem lehet olyan tulajdonsága a létezőknek, hogy a létezők nélkül nem létezik, mert már tulajdonság sem lehet: az elsődleges szubsztancia ugyanis nem állítható. A másodlagos szubsztancia viszont állítható. Például mondhatjuk, hogy Szókratész ember, ahogy azt is, hogy Szókratész fehér. De ettől még nincs alanyban itt az, hogy ember, mert Szókratészben nincs meg az ember általános mivolta úgy, ahogy a fehérség megvan benne. Ez így elég támadható (ld. kritikai megjegyzéseink idevágó részét), de még más módon is indokol. Egy elég nehezen érhető részben (ld. ugyanott) azonban azt fejtegeti, hogy ez nem kizárólagos tulajdonságuk, mert a fajbeli különbségek (kétlábú, szárazföldi) sem lehetnek alanyban).
- a szubsztancia legkizárólagosabb tulajdonsága, hogy ellentétes tulajdonságai lehetnek. Egy adott ember lehet egyszer ugyanabban az értelemben (például hajszínre nézve) fehér (például ősz), másszor fekete, úgy, hogy önmaga változott meg (nem például mi látjuk csak egyszer így, másszor úgy). Ellenben egy járulékos dolog, például szín nem lehet ugyanabban az értelemben tekintve egyszer ilyen, másszor olyan (mondhatunk egy színt egyszer szépnek, másszor rondának, de ekkor a mi véleményünk változott róla, s nem ő maga. Persze véleményünk a szubsztanciákról is változhat, de emellett a szubsztanciákról mondott ellentétes kijelentéseknek egy másik fajtája is létezik, amilyen a többi, akcidentális dolog esetben nem; például ha egy emberről mondjuk, hogy ül; másszor meg, hogy áll, és az első esetben tényleg ült, míg utóbb valóban állt, akkor ő maga változott meg. Azaz az akcidensek tulajdonságai nem változhatnak meg, hiszen lévén ők maguk a tulajdonságok, ez azonosságuk megváltozását eredményezné. Viszont a szubsztancia tulajdonságai épp úgy változhatnak – pontosabban a szubsztanciák tulajdonságai úgy válthatják fel egymást – hogy épp ezáltal a szubsztancia változik, noha ettől még ugyanannak ismerjük fel.

Meg kell jegyeznünk, a filozófiában járatlanok számára szokatlannak tűnhet az az állítás, hogy valami megváltozik, de mégis ugyanaz marad. Milyen értelemben marad ekkor ugyanaz? Egészen paradox következmények vezethetőek le az e kérdésekre adott válaszokból, melyek alapjául szolgáltak a filozófia egymást cáfoló vagy kiegészítő eszmei áramlatainak, paradigmáinak (idealizmus, materializmus stb.) létrejöttéhez, s melyek már több ezer éve eldöntetlenek (lásd még kritikai megjegyzéseinket a szubsztanciáról és az ellentétességről).
- Egyéb tulajdonságok:
  - A szubsztanciáknak nincs ellentétük. Egyedi szubsztanciának mi volna? – kérdezi Arisztotelész, azt pedig, hogy az embernek vagy az élőlénynek nincs ellentéte, egyszerűen csak kijelenti. Ezzel bizonyos tekintetben, legalábbis úgy látszik, ellentétbe kerül a Hermeneutika tagadással foglalkozó részeivel, ahol olyan típusú kifejezéseket vezet be, mint nem-ember (ld. még kritikai megjegyzéseinket).
  - A szubsztancia továbbá nem fokozható (a magyar nyelvben sincs ember és emberebb, ti. ha az emberen mint valami általános minőséget értünk; egyik ember nem jobban vagy kevésbé ember, mint a másik , bár mondhatjuk, hogy emberiesebb, emberségesebb, de ilyenkor az ember szót homonim értelemben, akcidensként használjuk, és nem az ember szubsztanciáját fejezzük ki).

#### A viszony
Viszonylagosak az olyan dolgok, melyek másokhoz mérten azok, amik (7. fej. I. bek.). Viszonyt kifejezhetnek mennyiségi relációkat kifejező szavak (kétszeres, háromszoros), azonkívül viszonylagos a lelki alkat, az állapot, az érzékelés, a tudás (mint a tudható és a tudó közti viszony), a térbeli helyzet.
A viszonylagos dolgoknak lehet ellentétük, bár sokaknak nincs (pl: „kétszeres”). Ha létezik egy viszony, akkor van megfordítása is (a későbbi irodalomban konverze, modern terminológiával inverze): ha valami valaminek a fele, akkor utóbbi az előbbinek kétszerese, noha a nyelvből ez a szempont nem mindig derül ki (például azt szoktuk mondani, hogy a fej az emberé, de azt nem, hogy ez az ember azé a fejé, csakhogy az első esetben nem az ember embersége és a fej között van a viszony, hanem az ember fejessége és a fej között, tehát úgy kellett volna mondanunk, hogy „ez a fejes ember feje”, és így már lehet azt mondani, hogy „ez az ember a fejes” [ti. a görögben nemcsak a birtoklást, de a valamilyen tulajdonsággal való ellátottságot is birtokos eset, genitívusz fejezi ki, így görögül tényleg ez az előbbi kijelentés megfordítása]).
A viszonylagos dolgokról úgy látszik, egyszerre vannak, holott ez nem feltétlenül igaz. Például ha tudható is a kör négyszögesítése (ti. ha elvileg lehetséges), ettől még a tudás nem feltétlenül van meg (ettől még nem tudjuk, hogyan kell megcsinálni). Az élőlény megszűnésével annak tudása is megszűnik, de a tudható mégsem szűnik meg stb.
Magyarra hűen csak nehezen fordítható bekezdésekben indokolja, hogy a szubsztanciák nem viszonylagosak (mint maga is mondja, „nehéz e kérdésekről határozottan nyilatkozni…”). Ld. a szubsztancia viszonylagosságáról szóló megjegyzéseinket .

#### A mennyiség
Ezzel az akcidentális kategóriával a 6. fejezetben foglalkozik, rögtön a szubsztanciáról szóló fejezet után.
A legfontosabb megkülönböztetés a diszkrét („szétválassztott”) és folytonos („összefüggő”) mennyiségek megkülönböztetése, ami azóta évezredek keresztül jelen van a természettudományokban és a matematikában. Diszkrét például a szám, a beszéd (ez utóbbira mint időmértékkel mértre gondolva), összefüggő például a vonal, a sík, a tér, és az idő (például a vonal részei pontokban érintkeznek, ezért összefüggnek, az időben pedig a múlt és a jövő a jelen által kapcsolva érintkezik). A vonal, sík, tér részei egymáshoz képest bizonyos térbeli helyzetben vannak, a számra és időre ez nem mondható.
Bizonyos dolgokra járulékosan mondjuk, hogy mennyiségek. Például egy fehér dolgot azért mondunk nagynak, mert a területe nagy, tehát a fehérség csak ilyen értelemben mennyiség.
A mennyiségekre – talán a térbeliek kivételével – nemigen mondható, hogy ellentétük van; és nemigen alkalmazható rájuk az „inkább” és „kevéssé” (ti. három dió és három datolya csoportjai közül a diók nem inkább „hármak”, mint a datolyák)
A mennyiség legjellemzőbb tulajdonsága inkább az, hogy velük kapcsolatban egyenlőségről és nem egyenlőségről beszélhetünk.

#### A minőség
„A minőségen azokat értem, melyek alapján a dolgokat valamilyennek mondjuk.” Négyfajta minőséget különböztet meg:
1. a tulajdonságot ( (έξις), mely alkalmi,
2. az állapotot (διάθεσις ,ne keverjük össze az állapot kategóriájával), mely tartós,
3. pathetikusat (kb. érzékiekeket, a görög kifejezés a πάσχω = elszenvedni ige származéka), melyek külsőek és érzékek által észlelhetőek, vagy belsőek, és alkatilag sajátjai a dolognak. Az utóbbi esetben néha ugyanezt a hatást gyorsan szűnő jelenség kelti, ilyenkor nem nevezzük ezt pathetikus minőségnek, sőt egyáltalán minőségnek, hanem pathosnak.
4. A negyedik fajta minőség a dolgok külső és mértani formája (egyenes, görbe, háromszögű stb.).

Azok a szavak, hogy „sűrű”, meg „érdes” (és ellentéteik, „ritka” és „sima”) nem minőségek, a tárgynak nem valamilyen tulajdonságát írják le, hanem részeik egymáshoz viszonyított helyzetét, s így inkább a viszony kategóriájába tartoznak. Mint Arisztotelész nagyon helyesen megjegyzi, talán más minőségféleségek is vannak a fentieken kívül, csak a beszédben leggyakrabban használtakat tárgyalja.
A minőségek az eddigi kategóriákkal ellentétben lehetnek „inkább” vagy „kevésbé” jellemzőek a dolgokra, lehetnek ellentéteik; de egyik sem kizárólagos jellemzője a minőség kategóriájának. Viszont hasonlónak és különbözőnek csakis a minőség tekintetében mondhatóak a dolgok.
Szintén hosszasan tárgyalja azt, hogy a bizonyos minőségek, bár úgy tűnik, mégsem viszonylagosak.

#### Cselekvés és elszenvedés
Ezekről csak annyit mond (9. fej.), hogy lehetséges velük kapcsolatban a fokozhatóság (melegít és még inkább melegít) és ellentétettség (melegszik és hűl).

#### A többi kategória
Ezeket szintén a 9. fejezetben egy-két mondatban elintézi, ráadásul ez a szövegrész valószínű későbbi betoldás, úgyhogy a többi kategóriát vagy nem tárgyalta Arisztotelész, vagy az ezekről íródott részek elvesztek. Így aztán sok, a mű által felvetett problémára nem találunk választ, ld. a kimaradt kategóriákról szóló kritikai megjegyzéseinket.

### Posztpredikamentumok
A vitatott hitelességű 10.-15. fejezet olyan szavakkal foglalkozik, melyek néhány kategória szavairól közösen is állíthatóak. Ezek a posztpredikamentumok. A Katégoriák könyve öt ilyet különböztet meg (zárójelben a későbbi, latin elnevezések):
1. szembenállás (oppositio)
2. elsőbbség (prioritas)
3. egyszerreség (simul)
4. mozgás (motus)
5. birtoklás (habitus)

Utóbbi korábban kategóriaként szerepel (vagyishogy említik, bár nem szerepel), de az valószínűleg csak valaminek a viselését jelenti, míg ez valamilyen természetszerűen meglévő dolgot.
A szembenállás példái például az ellentétek (jó-rossz), a viszonyok, az állítások és tagadásaik; az elsőbbségre az időbelin kívül az ok-okozat és egyebek lehetnek jó példák, az egyszerreségre szintúgy, a mozgásra a keletkezés-pusztulás, a nagyobbodás, a megváltozás, birtokolni pedig tulajdonságot, mennyiséget, tulajdont is lehet, például.

#### Szembenállás
Ez négyféle értelemben mondható:
1. viszonylagos: ha a két dolog közt egy viszony kategóriába tartozó viszony van: például a kétszeres ilyen értelemben szembenáll a féllel, a tudható a tudással, és így tovább (ld. a viszonyról szóló részt is).
2. ellentétes: ellentétes tulajdonságok, rossz, jó. Ez nem viszony, például a jót nem mondjuk a rossz jójának (ti. a viszonyt a görögben, ahogy sokszor a magyarban is, birtokos eset fejezi ki – itt ismét grammatikai, logikai és ontológiai elemek keverednek, ahogy Arisztotelésznél az elég gyakori). Arisztotelész kétféle ellentétet különböztet meg:
  1. „diszkrét” ellentét: nincs köztük átmenet, és a szubsztancia feltétlenül tartalmazza az egyiket (betegség-egészség, páros-páratlan).
  2. „folytonos ellentét”: van köztük átmenet is, így a szubsztancia nem feltétlenül tartalmazza valamelyiket. Például fehér és fekete. Később, a Herméneutika 6. fejezetében Arisztotelész a mondatokra is hasonló megkülönböztetést tesz ld. itt…, megkülönböztetve az ellentmondókat (amelyek közül teljesül az egyik, de csakis az egyik) az ellentétesektől (melyek szintén kizárják egymást, de lehetnek egyszerre hamisak is).
3. hiány és birtoklás szembenállása: hiány csak akkor van, ha a szubsztancia természetszerűleg képes az illető dolog birtoklására, és az a része, ami kéne, hogy birtokolja, akkor, amikor kellene, nem birtokolja.
4. állítás és tagadás szembenállása (ellentmondás): az előzőektől ez főként abban különbözik, hogy az egyik közülük föltétlenül igaz, a másik ekkor biztos téves. Ez a fentiekre már csak azért sem teljesül, mondja, mivel nem összekapcsolással mondott szavak, tehát nem mondatok (így se nem igazak, se nem tévesek). Később, a Hermeneutikában állítás és tagadás szembenállását Arisztotelész ellentmondásnak kereszteli el (ld. ott…).

Érdekes megjegyzés, hogy a „Griffmadaram beteg” és a „Griffmadaram nem beteg” kijelentések közül (ha nincs griffmadaram) szerinte mindig igaz, hogy nem beteg, és az téves, hogy beteg – vagyis nemlétező dologról szóló pozitív állítás mindig hamis, míg ennek tagadása téves. Ez utóbbi megállapítással a modern formális logika nemigen tud mit kezdeni, de érdekes, mert Szóratész általában nem nézi meg törvényeit és következtetéseit a tekintetben, hogy teljesülnek-e üres fogalmak esetén, ez egyike az igen ritka kivételeknek Bővebben.

#### Elsőbbség
Az elsőbbségnek öt fajtáját különbözteti meg.
„Négyféle értelemben mondunk egyet a másiknál elsőbbnek.
1. Először és elsősorban idő szempontjából. Ennek alapján mondjuk azt, hogy egyik a másiknál idősebb és régibb; hiszen a nagyobb időre való tekintettel mondjuk, hogy idősebb, meg hogy régibb.
2. Másodszor elsőbbnek mondjuk azt, ami a létre való következtetés szempontjából, például egy elsőbb a kettőnél, mert ha kettő van, rögtön adódik, hogy egy is van, viszont ha van egy, nem feltétlenül van kettő is. Tehát az egyről a másik létére való következtetés nem fordítható meg, és nyilván az az elsőbb, amelyiknek a létéből a másikéra való következtetés nem fordítható meg.
3. Harmadszor pedig bizonyos sorrend, illetve fontosság, rang alapján mondjuk, hogy elsőbb, mint például a tudás, ill. a tudomány és a szónoki beszéd esetében […] mert a bevezetés sorrendben előbbi, mint a tárgyalás.
4. Aztán az említetteken kívül még a jobb és a tiszteltebb is természeténél fogva elsőbbnek tűnhet. Hiszen a legtöbben elsőbbnek szokták mondani azokat, akiket jobban tisztelnek, és jobban szeretnek. Azonban bizonyára ez a legszokatlanabb formájú elsőség.
5. Tehát az elsőbb ilyesféle értelemben használatos. De úgy látszik, az említetteken kívül másfajta elsőbb is van … Mert ha van ember, akkor igaz az a kijelentés, amelyik azt mondja, hogy van ember, és meg is fordítható a következtetés, mert ha igaz az a kijelentés, hogy van ember, akkor van ember. Márpedig az igaz kijelentés semmiféle értelemben sem oka annak, hogy a tény fennáll, a tény viszont, úgy látszik, bizonyos értelemben oka annak, hogy igaz a kijelentés. Hiszen azért mondhatjuk, hogy a kijelentés igaz, vagy hogy téves, mert a tény fönnáll, illetve nem áll fönn. Tehát ötféle értelemben mondjuk, hogy egyik a másiknál elsőbb.”

#### Egyszerreség
1. „Általában és elsősorban azokról mondjuk, hogy egyszerre vannak, amelyek ugyanabban az időben keletkeztek, ugyanis egyikük sem előbbi vagy későbbi. Ezekről idő szempontjából' mondjuk, hogy egyszerre vannak.
2. Természettől fogva egyszerre vannak pedig, melyek fölcserélhetőek a létre való következtetés szempontjából, de semmilyen értelemben sem oka egyik sem annak, a másik van, például a kétszeres és fél. Ezek ugyanis fölcserélhetőek, hiszen ha van kétszeres, akkor van fél is, és ha van fél, akkor van kétszeres is, de egyik sem oka annak, hogy a másik van …” (ld. az előző szakaszban a tényről és a neki megfelelő igaz kijelentésről szóló sorokat). „Továbbá azokról is mondjuk, hogy természettől fogva egyszerre vannak, amelyek ugyanabba a nembe tartozó, egyenrangú fajok. Egyenrangúaknak az ugyanazon a szempont alapján történő felosztás révén nyert fajokat nevezzük, például a szárnyas a szárazföldivel és a vízivel egyenrangú … a nemek viszont a fajoknál mindig elsőbbek.”

Összefoglalásul: „Tehát azt mondjuk, hogy természettől fogva egyszerre vannak azok, amelyeknél megfordítható a létre való következtetés, de semmilyen értelemben sem oka egyik a másik létének, továbbá az ugyanabba a nembe tartozó egyenrangú fajok; és hogy általában egyszerre vannak azok, amelyek ugyanabban az időben keletkeznek.”

#### Mozgás
„Hat fajta mozgás van: keletkezés, pusztulás, nagyobbodás, kisebbedés, mássálevés, helyváltozás.”
Arisztotelész szerint tehát hat mozgás (κίνησις, szubsztanciális változást) különböztethető meg. A legproblematikusabb a mássálevés (αλλοίωσις), erről ugyanis be kell látni, hogy valóban különbözik a többitől. Az nyilvánvaló, és meg sem említi, hogy keletkezés és pusztulás által megszűnünk vagy létrejövünk, tehát nem leszünk mások, mert nem is leszünk. Ugyanakkor pedig a mássálevés nem feltétlenül nagyobbodás, kisebbedés, vagy helyváltoztatás, hiszen ezektől különféle értelemben is mássá lehetünk. Mai szavakkal: a mássálevés nem részhalmaza egyik más mozgáskategóriának sem. Amivel manapság nemigen értenénk egyet, hogy szerinte fordítva sem igaz: van olyan mozgás, ami nem teszi mássá a szubsztanciát. Például egy négyzetet nagyítva az ugyanaz a négyzet marad: „például egy négyzet vagy négyzet alakú dolog nagyobb lesz ugyan, ha gnómonnal egészítjük ki, de semmiképpen sem lesz másmilyen” (azon lehet vitatkozni, hogy mint egyedi szubsztancia azonos marad-e magával egy adott négyzet nagyítás közben, hogy a nagyság meghatározója-e egy négyzet egyediségének, a görögök valószínűleg nem így gondolták – ne feledjük ugyanis, hogy a koordinátageometriát ekkoriban nem ismerték, és a négyzetet nem ponthalmaznak, hanem egy idealizált tárgynak tekintették; ebben az értelemben pedig igaz, amit Arisztotelész mond).
Minden mozgásfajtának van ellentéte, kivéve a mássálevést, meg a helyváltoztatást. „Nem könnyű azonban megállapítani”, ezeknek „mi az ellentéte”. Úgy létszikm, a helyváltoztatásnak esetleg a mozdulatlanság vagy az ellentétes irányú helyváltoztatás, hasonlóan a mássálevésnek „a minőségbeli mozdulatlanság”, esetleg az ellentétes irányú mássálevés (fehérből feketévé változásnak a feketéből fehérré való stb.).

#### Birtoklás
A Katégoriák a következő szöveggel zárul:
„Többféle értelemben mondjuk, hogy van valamije. Vagy úgy, hogy valami tulajdonsága és állapota, vagy valami más minősége van, hiszen például mondják rólunk, hogy bizonyos tudásunk és erényünk van, vagy úgy, hogy valami mennyisége van, például az a nagyság, hogy három rőf, négy rőf nagysága van. Vagy úgy, hogy a testén van valami, például köpeny, ing, vagy úgy, hogy egy testrészén van valami, például a kezén gyűrű. Vagy úgy, hogy van egy testrésze, például keze, lába. Vagy úgy, hogy edényben van valamije, például a vékának búzája, vagy a cserépedénynek bora … Vagy mint tulajdon, mondhatják rólunk, hogy házunk van, vagy földünk van. Sőt szokták azt is mondani, hogy a férfinak felesége van, vagy hogy az asszonynak férje van. Azonban ez a legutóbb említett a legkevésbé sajátos értelme annak, hogy van valamije, hiszen semmi egyebet nem jelzünk azzal, hogy felesége van, mint azt, hogy házas. Talán másféle eseteket is találhatnánk arra, hogy van valamije. De alighanem valamennyi esetet felsoroltunk, amit a beszédben használni szoktunk.”
A peripatetikus író tehát kimutatja, hogy a birtoklás kapcsolatos az alábbi kategóriákkal: 1). a szubsztancia (test, -részek); 2). a minőséggel, 3). a mennyiséggel; 4). a birtoklással (gyűrűje, része van); 5). a viszonnyal (a tulajdon Arisztotelész szerint viszonylagos); és esetleg a 6). hellyel (edényben van); tehát a kategóriák közt öttel-hattal.

## Néhány kritikai megjegyzés

### Kategóriák??

#### Mik ezek?
A modern logika szempontjából legfontosabb megjegyzés a kategóriák definíciójával kapcsolatos. Arisztotelész felsorolja ezeket, és ez logikai szempontból tökéletes definíció, mondhatni a legtökéletesebb; noha esetleg ilyenkor hiányzik vagy nem teljesen egyértelmű a csoportosítás motivációja, annak a felismerhetősége, hogy mi a csoportosítás alapja és miért szükséges egyáltalán. A Katégoriák előző és következő részei, filozófiai szempontból ugyan elegendően motiválják ezt a csoportosítást, tehát teljesen érthető, azonban nem derül ki teljesen, hogy mi köze van a kategóriák ezen rendszerének Arisztotelész más gondolataihoz.
Rövidebben: a filozófusokat nem szükségképp hozza zavarba Arisztotelész kategóriarendszere, a filozófiatörténészeket és filológusokat azonban igen, és ez sajnos többféle probléma okozója, például hogy az Arisztotelész által megadott általános értelmezés hiányában a tudománytörténész kénytelen kitalálni, szebben mondva rekonstruálni, mire gondolhatott a nagy Filozófus, és ez vagy az a más műveinek ellentmondani látszó rész mit is jelenthet valójában, és ez aztán a jobb esetben rengeteg vitához szokott vezetni; vagy a rosszabb esetben megszületnek az olyan frappáns, de a valósággal semmifajta kapcsolatban nem álló, sőt cáfolható, de figyelmetlenségből vagy jobb híján elfogadott „hamisítások”, szebben mondva interpretációk, melyek sokszor évszázadokra meghatározták, s néha visszavetették az Arisztotelész-kutatást.
Bizonyos problémák az arisztotelészi kategóriarendszerrel kapcsolatban is mutatkoznak. Igazából Arisztotelész még azt sem mondja, hogy az általa felsorolt tíztagú csoport elemei lennének a kategóriák, ez a „definíció” szövegében nincs benne; csak az, hogy bármilyen kapcsolat nélkül kimondott szó a tíz névféleség egyikébe tartozik. Mi több, azt a szót, hogy katégoria, a címtől eltekintve a mű szövegében sehol máshol nem találjuk, kivéve egy helyütt a betoldásnak tartott 9. fejezetben!
Másféle összefüggésben (az ún. nominalista-realista vitában a realizmus cáfolásakor) az egyik legnagyobb Arisztotelész-kommentátor, Boethius egyik észrevétele világít rá, hogy miért is lenne helytelen a kategória fogalmának mint legáltalánosabb állítmánynak a definiálása. Ugyanis egy ilyen definíció regressus ad infinitum-paradoxonhoz vezet: ha besoroljuk az összes nevet egy általános kategóriába, amelyet úgy definiálunk, hogy „a legáltalánosabb dolog”, akkor ez a kategória meg a többi név együtt az előbbinél egy „még általánosabb” kategóriába kell hogy tartozzon. Ez már ellentmond a „legáltalánosabb” szó értelmének, ám még ha nem is így lenne, az összes név, meg a „legáltalánosabb” és a „még általánosabb” egy „még ezeknél is általánosabb” kategóriába kell hogy tartozzanak, és így tovább: sohasem tudjuk az általánosítást befejezni, és így nem lehetséges valami olyasmi, ami legáltalánosabb. Mindezen gondolatok később a modern logikában a Russell-antinómiában, pontosabban a megoldására kitalált típuselméletben köszönnek vissza.
Ha Arisztotelész úgy definiálta volna tehát a kategória fogalmát, ahogy e cikk elején mi is magyarázni próbáltuk, akkor nem tett volna teljesen helyesen. De ilyet nem tett (sőt, ahogy mondtuk, azt a szót sem használja egyáltalán, hogy „kategória”).
Arra nézve viszont kevés forrásunk van, hogy ezt a címet már a peripatetikusok ráaggatták-e az Organon elsőként kiadott részére, és így mégis csak többé-kevésbé arisztotelészi eredetű-e (erre nézve más művei, például a Metafizika tanulmányozása esetleg adhat támpontot), vagy maga a cím és felfogás csak későbbi, mondjuk Andronikosz korabeli átértelmezés eredménye. Tehát a problémánk az: vajon Arisztotelész gondolt-e a kategóriáknak mint legáltalánosabb állítmányoknak a szerepére, így akarta-e őket definiálni, ha igen, akkor miért nem tett mégis így, ha nem, akkor akart-e általános definíciót alkotni és ha igen, milyet; ha pedig nem akart, akkor viszont mért adta ezt a címet a könyvének; s ha nem ő adta, lehetséges-e, hogy e cím és az egész kategóriarendszer kategóriarendszerként való felfogása későbbi eredetű, s Arisztotelészt e művében kizárólag nyelvi szempontok vezették? Mindezek a kérdések, azokkal együtt, melyek belőlük következnek, ha a rájuk adható válaszokat is megtaláljuk, jelentősen átalakíthatják az Arisztotelészről, a logika fejlődéséről s esetleg a logikáról alkotott tudománytörténeti képünket.

#### Kimaradt kategóriák
Való igaz, hogy sok, a Kategóriák szövege alapján felvetődő problémára nem találunk választ. Például nem derül ki, mi különbség van a minőség és a helyzet között, vagy miért nem tartozik a helyzet a viszony alá, azon az alapon, ahogy a „sűrűség” és más, általa említett álminőségek a viszonyok közé tartoznak. De mind közül az egyik legtalányosabb arisztotelészi kategória a birtoklásé, amelyről nem világos, miért ne lehetne besorolható részben a viszony, részben a minőség alá, vagy fordítva, illetve hogy mi a különbség a birtoklás mint kategória és a birtoklás mint posztpredikamentum között. Arisztotelésznél itt még annyira összekeverednek a lételméleti, ismeretelméleti és grammatikai – ezen belül is az ógörög nyelvtanon belüli – szempontok, hogy Immanuel Kant tagadhatatlanul jogosan bírálja Arisztotelész kategóriarendszerét, mondva, hogy elvi alapjai nem eléggé mélyek. Mindenesetre rendszeres és kimerítő kategóriarendszert ismereteink szerint a történelemben Arisztotelész alkotott először, s így az előtte tornyosuló nehézségek nem lehettek mindennapiak.

### Szinonímia és homonímia
Elég kérdéses, a szinonímia és homonímia mennyire egyértelmű(en különböző) fogalmak, nem tűnnek annak. Nincs éles határ köztük, említettük már a „levelek” példáját, de hasonlóan az „ér” jelentéseiről (vérér és patakocska) is nehezen dönthető el, hogy vajon melyik csoportba tartoznak a kettő közül. Lehetne úgy próbálkozni a meghatározással, hogy szinonim két szó, ha jelentésük azonos fajba vagy nembe (valamilyen közeli felső kategóriába) tartozik, de ez azért nem szerencsés megoldás, mert általában bármely két dologhoz létezik valami olyan felső kategória, ami őket tartalmazza (például hogy mindketten „dolgok”).
Más úton is lehetne próbálkozni, de a legtöbb ilyen általános próbálkozás alól vagy a homonímia, vagy a szinonímia kibújik. Így aztán marad az, hogy elfogadjuk e kategóriák elmosódottságát, és/vagy hogy minden szóba jövő kifejezésre, ha szükséges, külön-külön döntjük el, megállapodásszerűen, hogy szinonimok, homonimok, vagy a kettő közül egyik csoportba sem tartoznak. Egyébként a legtöbb nyelvtani kategória is, talán egyedül a szófaji kategorizálást leszámítva, legalábbis gyakran, ilyen elmosódottságot mutat (például mi a különbség a szöveg és a mondat között stb.)

### A szubsztancia mibenléte és ellentétessége

#### A szubsztancia nincs alanyban
Arisztotelész szerint a másodlagos szubsztanciák nincsenek alanyban. Az első érve meglehetősen támadható (s talán ezért keres egy másikat), az eredeti szöveg ugyanis csak ennyit állít:
„Minden szubsztancia közös tulajdonsága, hogy nincs alanyban. Az elsődleges szubsztanciát ugyanis nem mondhatjuk alanyról, meg alanyban sincs. A másodlagos szubsztanciákról pedig a következőképp lesz világos, hogy nincsenek alanyban: egy bizonyos emberről mondhatjuk, hogy ember, alanyban viszont nincs (ugyanis nem egy bizonyos emberben van az ember). Ugyanígy egy bizonyos emberről mondhatjuk, hogy élőlény, de nincs az élőlény egy bizonyos emberben.”
Egyáltalán nem olyan világos, miért nincs egy bizonyos emberben az ember, meg az élőlény, olyannyira, hogy ez már a kommentátorok számára sem volt egyértelmű, és később a skolasztika filozófusainak univerzália-vitájában különféle irányzatok jöttek létre a lehetséges válaszok szerint. Mint az egyik kommentátor, Boethius kérdezte: „Vajon a nemek és a fajok […]” (az absztrakt fogalmak) „ […] valamilyen tekintetben önállóan léteznek-e, vagy pusztán az értelemben helyezkednek el? Ha önállóan léteznek, vajon … az érzékelhető egyedektől elkülönítve, léteznek-e, vagy pedig az egyedekbe beléhelyezett módon?”
Úgy látszik, Arisztotelész a legutóbbi alternatívát nem tartotta elfogadhatónak, hiszen a fent tőle idézett szöveg ezt a lehetőséget világosan kizárja, de például az Aquinói Szent Tamás képviselte mérsékelt realizmus irányzata ezt hirdette.
Ez utóbbi nézet nyilván felvet bizonyos problémákat. Ha az élőlény általános lényege bizonyos módon megvan egy bizonyos emberben, akkor bizony felvethető a kérdés, hogy konkrétan hol? Sok egyedi akcidens érzékelhető tulajdonság, ami megvan például a szubsztancia egy-egy részében, a többi akcidens pedig birtoka a szubsztanciának. Egy bizonyos emberen azonban nem közvetlenül az érzékelhető, hogy ember, hanem hogy rendelkezik olyan akcidentális tulajdonságokkal, melyek alapján embernek mondjuk. Ugyanígy, egy bizonyos emberről nehéz lenne azt mondani, hogy birtokolja az ember általános mivoltát, hiszen birtokolni vagy tárgyakat, vagy részeinket, vagy átvitt értelemben érzékelhető tulajdonságainkat szoktuk, és az ember egyik fajtába sem tartozhat. Tehát az ember nem lehet birtok, de nem lehet önállótlan, járulékos tulajdonság sem, hiszen nem érzékelhető (nem egyedi akcidens), és nem is gyűjtőneve járulékos tulajdonságoknak (nem általános akcidens). Nem tűnik tehát akcidensnek, és ezt a nyelvhasználat is alátámasztja, mivel nem szoktuk azt mondani, hogy az ember fogalma valakinek vagy valaminek az embere. Hogy Arisztotelész végiggondolta-e ezeket, nem tudjuk, a Katégoriák szövegében arról, hogy miért nincs egy másodlagos szubsztancia valamilyen értelemben egy elsődleges szubsztanciában, semmi más nincs, csak a fenti idézet szövege, melyben bizonyítás nélkül csak kijelenti, hogy nincs.
Mindenesetre a következő bekezdések olyasmiről szólnak, mint amit az előző bekezdésben vastagon emeltünk ki, így aztán fenti gondolataink egy részét Arisztotelész is alátámasztja, de azt nem mondja, hogy ez annak bizonyítása, hogy másodlagos szubsztancia nincs egy elsődlegesben, hanem inkább úgy tűnik, mintha ezt nem is érezné kielégítőnek vagy igaznak, és egy alternatív igazolást próbálna keresni:
„Továbbá. semmi akadálya, hogy alanyban lévő tulajdonság elnevezését alanyáról kijelentsük, meghatározását azonban nem jelenthetjük ki alanyáról. A másodlagos szubsztanciáknak azonban meghatározása is és elnevezése is kijelenthető alanyáról (hiszen az ember meghatározását éppúgy mondhatod egy bizonyos emberre, mint az élőlényét). Tehát bizony a szubsztancia nincs alanyban.”
Tehát ha szubsztanciáról akcidenset állítunk, az valami módon érzéki tulajdonság vagy birtokviszony észlelését jelenti, ha azonban szubsztanciát állítunk, akkor ennek meghatározását is állítjuk, vagyis azokat az érzékibb jellegű akcidenseket, melyek az ember fogalmát definiálják, de nem állítjuk azt, hogy az állítmány az egyedibb jellegű szubsztanciában „benne volna” valahogy, tőle elválaszthatatlanul, hanem csak a közös akcidensekről állítjuk ezt. Ez viszont nem akkora újdonság, hisz lényegében a szubszumpciós elv egy átfogalmazása vagy analogonja, és nem is vet fel az előzőekhez hasonló kételyeket értelmezését vagy igazságát illetően.

#### A fajbeli különbségek
A fajbeli különbségek (kétlábú, szárazföldi) nincsenek alanyban. Erről is csak annyit mond, hogy hiszen az emberben nincs meg a szárazföldi, meg a kétlábú. De hogy miért nincs, arról nem szól. Ráadásul itt neház lenne az előbbi gondolatmenetet végigvezetni, hiszen a kétlábú elég jól érzékelhető, akcidentális tulajdonságnak tűnik.
Pontosabban, négy lehetőségünk van:
1. a kétlábú, szárazföldi, és a fajbeli különbségek általában, szubsztanciák;
2. a kétlábú, szárazföldi, és a fajbeli különbségek általában, akcidensek;
3. egyes fajbeli különbségek akcidentálisak, mások szubsztanciálisak;
4. a fajbeli különbségek legtöbbje sem nem akcidens, se nem szubsztancia, hanem egy eddig nem említett létformát vagy kategóriát képvisel.

Ezeken belül is mindig két-két lehetőség van, melyek egyike közelebb áll a szöveghez, mint Arisztotelész feltételezhető és valószínű eredeti szándékához, míg az másik értelmezés mindig távolabb áll a pontos idézett szövegtől, esetleg azzal ellentétes; viszont Arisztotelész más, gyakrabban hangoztatott (esetleg ugyanebben a fejezetben található) szöveghelyeivel jobban összeegyeztethető, és így vélhetően közelebb esik az ő feltételezhető szándékaihoz.
1. a Katégoriák szövege alapján kizárható, azaz a fajbeli különbségek nem szubsztanciák. Ugyanis ekkor semmi értelme nem lenne az egész bizonyításdinak, amit Arisztotelész művel, hogy a fajbeli különbség nincs alanyban, meg hogy szinonim a szubsztanciával. Hiszen ha a fajbeli különbség szubsztancia, akkor a szubsztancia definíciója szerint azonnal kéne adódnia, hogy nincs alanyban, mindenfajta vizsgálat nélkül. Hacsak … az egésznek még lehetne értelme, ha feltételeznénk, Arisztotelész itt bizonyítani nem elsődlegesen azt akarja, hogy a fajbeli különbség nincs alanyban, hanem hogy ezáltal bizony szubsztancia. Az elméleti bizonyítás nélküli, példákra épülő részek pedig indukciós bizonyítások, vagyis néhány példa alapján való általánosítások. Arisztotelész nagy fontosságot tulajdonított az indukció módszerének (s bár ezen mindig az összes eset végigpróbálását érti, a gyakorlatban ezt sohasem csinálja, nyilván elég annak belátása is, hogy egy-két példán működik és ugyanígy a többi példára is elképzelhető). Azonban a Katégoriák szövege ezt a feltételezést inkább megkérdőjelezi, mint alátámasztja („Minden szubsztancia közös tulajdonsága, hogy nincs alanyban […] azonban ez nem kizárólagos tulajdonsága, mert a fajbeli különbség sincs alanyban.” – ezt, amennyiben a magyar fordítás „sincs” szava hűen tükrözi az arisztotelészi szöveget; egyértelműen annak kijelentésének foghatjuk fel, hogy a fajbeli különbség nem szubsztancia). Nemhogy sehol sincs a szövegben annak deklarálása, hogy márpedig a fajbeli különbség szubsztancia, hanem inkább ellenkezőleg. 

2. Ez is kizárható a Katégoriák szövege alapján, hiszen Arisztotelész érdemi bizonyítás megállapítja, hogy a fajbeli különbség nincs alanyban, ami már kizárja, hogy akcidens lehessen. Ez a megállapítás filozófiai szempontból elég furcsa, esetleg téves, nincs különösebb ok rá, a szövegben legalábbis; hogy a fajbeli különbségeket vagy legalábbis közülük sokat miért ne tarthatnánk akcidensnek.

3. Szinte bizonyosan ez is kizárható Arisztotelésznek azon megállapítása alapján, hogy a fajbeli különbség általában nincs alanyban („általában” itt nem azt akarja jelenteni, hogy jobbára, de kivételekkel, hanem hogy általánosan). 

4. Paradox, és valószínűleg Arisztotelész ellenére van, de a Katégóriák szövegével inkább ez az interpretáció egyeztethető össze. Magyarán szólva, Arisztotelész nem elég gondosan fogalmazta meg ezeket a részeket, és így ellentmondások maradtak benne (vagy pedig késői betoldás, nem is ő írta), amik a fenti 1.-3. eshetőségeket kizárják. Ha ugyanis a fajbeli különbségek Arisztotelész szemében szubsztanciák, akkor, ahogy ezelőtt négy bekezdéssel elmondtuk, a Katégoriák kérdéses bekezdései teljesen fölöslegesek volnának, az pedig a szöveg szerint kizárható, hogy akcidensek lennének, tehát valami egészen új, harmadik szóféleséget képviselnek.
Hogy mindenki maga is eldönthesse, milyen álláspontra helyezkedik, álljon itt az eredeti szöveg magyar fordítása:
„Minden szubsztancia közös tulajdonsága, hogy nincs alanyban. Az elsődleges szubsztanciát ugyanis nem mondjuk alanyról, meg alanyban sincs. A másodlagos szubsztanciákról pedig a következőképp lesz világos, hogy nincsenek alanyban: egy bizonyos emberről mondjuk, hogy ember, alanyban viszont nincs (ugyanis nem egy bizonyos emberben van az ember). Ugyanígy egy bizonyos emberről mondjuk, hogy élőlény, de nincs az élőlény az egy bizonyos emberben. Továbbá: semmi akadálya, hogy alanyban lévő tulajdonság elnevezését alanyáról kijelentsük, meghatározását azonban nem jelenthetjük ki alanyáról. A másodlagos szubsztanciáknak azonban meghatározása is, elnevezése is kijelenthető alanyáról (hiszen az ember meghatározását éppúgy mondhatod egy bizonyos emberre, mint az élőlényét). Tehát bizony a szubsztancia nincs alanyban.”
Ezekről a részekről már egy ezt megelőző probléma kapcsán szóltunk. Ezután azt fejtegeti, hogy a fajbeli különbség sincs alanyban, s a szubsztanciával szinonim:
„Ez azonban nem kizárólagos tulajdonsága a szubsztanciának, mivel a különbség sincs alanyban. Hiszen az emberről mint alanyról állítható, hogy szárazföldi, és hogy kétlábú, de ezek nincsenek meg az alanyban (hiszen az emberben nincs meg a kétlábú, sem a szárazföldi).
És a különbség meghatározását is állíthatjuk arról, amiről a különbséget mondjuk. Például ha állíthatjuk az emberről, hogy szárazföldi, akkor a szárazföldi meghatározását is állíthatjuk, hiszen szárazföldi az ember. Viszont ne aggasszon minket, hogy a szubsztanciák részei mint alanyokban vannak az egészekben, és így kénytelenek lennénk azt mondani, hogy nem szubsztanciák. Mert azt, hogy alanyban van, nem úgy értettük, hogy részként van valamiben.
A szubsztanciákat is, meg a különbségeket is, ha állítmányként használjuk, mindig szinonim értelemben használjuk. Ugyanis minden kijelentés, amelyben állítjuk ezeket, vagy egyedekre, vagy fajokra vonatkozik. Hiszen elsődleges szubsztanciát sosem állítunk (hiszen semmi alanyról nem állítható); a másodlagos szubsztanciákra nézve pedig: a fajt egyedről állítjuk, a nemet pedig fajról is, egyedről is. Ugyanígy a különbségek is fajokról is meg egyedekről is állíthatóak. Meg aztán a fajok és nemek meghatározásait is alkalmazhatjuk az elsődleges szubsztanciákra, a fajra meg a nemét. Mert ami az állítmányról mondható, az az alanyról is mondható. Hasonlóképpen a különbségek meghatározása is alkalmazható a fajokra meg az egyedekre. Márpedig, korábbi meghatározásunk szerint, azok a dolgok szinonimok, amelyeknek a neve is közös, és meghatározásuk is azonos. Így tehát a szubsztanciákat meg a különbségeket minden esetben szinonim értelemben használjuk.”
A bizonyítás tehát a következő: belátja, hogy elegendő a másodlagos szubsztanciákról megmutatni, hogy szinonimok. A szubszumpciós elv segítségével belátja, hogy mind a ezek, mind a fajbeli különbség állítható az egyedekről és a fajokról is, meg ezek meghatározása is. Tehát állíthatóak ugyanarról. Például állítható, hogy Szókratész kétlábú, meg hogy Szókratész ember, s minthogy az ember kétlábú élőlény, ezért a kétlábú is élőlény, meg az ember is élőlény, meg az élőlény is élőlény, s így mindhárom alany egy fogalom alá esik, úgyhogy e fogalom meghatározása ugyanaz (ugyanolyan értelemben élőlény mindegyik), tehát szinonimok. A bizonyítás gyenge pontja – szintén a fenti példa segítségével megfogalmazva – hogy bizton állíthatjuk-e, minden kétlábú élőlény? Nincs-e kétlábú szék például? Az rendben van, hogy az ember az élőlények és a kétlábúak osztályának metszete, de ettől a kétlábúak osztálya még „kilóghat” az élőlényekéből. De erre adható egy igen valószínű és a szöveg által is alátámasztható magyarázat: ti. hogy a kétlábú élőlény és a kétlábú szék esetében a „kétlábú” szót homonim értelemben használjuk. Mint az élőlényeken belüli fajalkotó különbség, a „kétlábú” úgy értendő, hogy „kétlábú élőlény”. Hivatkozunk itt arra az Arisztotelész-bekezdésre, miszerint két különböző nemen belül mások a fajalkotó különbségek (ld. a szubszumpciós elvről szóló rész idézeteit). Természetesen másféle értelmezés is elképzelhető, ám ez a probléma önmagában meglehetősen jelentéktelen ahhoz, hogy tovább taglaljuk.

#### A szubsztanciának nincs ellentéte
Az 5. fejezetben ez olvasható:
„A szubsztanciának [ahogy a mennyiségeknek], ellentétük sincs. Hiszen egy elsődleges szubsztanciának mi is lehetne az ellentéte? Például egy bizonyos embernek semmi ellentéte sincs. De az embernek vagy az élőlénynek sincs semmi ellentéte. Ez azonban nem kizárólagos sajátossága a szubsztanciának, hanem sok más kategóriára is vonatkozik, például a mennyiségekre is. Hiszen a kétkönyöknyinek semmi ellentéte sincs, meg a tíznek sem. Hacsak nem mondja azt valaki, hogy a sok a kevésnek az ellentéte, vagy a nagy a kicsinek. Azonban egyik határozott mennyiség sem ellentéte a másiknak.”
A Hermeneutika második és tizedik fejezeteiben viszont ilyesmik olvashatóak:
„A nem ember nem névszó. De nincs rá elfogadott szó, ahogy neveznünk kellene, hiszen se nem mondat, se nem tagadás. Legyen hát határozatlan névszó. […] Másik két szembenálló mondatpárt kapunk, ha a nem-ember, mint alany mellé teszünk valami állítmányt: A nem-ember igazságos – A nem-ember nem igazságos – A nem-ember nem-igazságos – A nem-ember nem nem-igazságos.”
Nem találtunk eddig könnyen hihető és érthető magyarázatot, hogy Arisztotelész a nem-embert mért nem tekintette az ember ellentétének, hacsak nem azt, hogy a Hermeneutikát valóban később írta, mint a Katégoriákat, és ekkor még ez nem jutott az eszébe, és később sem jutott eszébe sem neki, sem tanítványainak, hogy tegyen erről. ez egyszerű megoldás volna, de másféle magyarázatok is elképzelhetőek (például hogy azért nem tekintette a szubsztanciák ellentétét a nyelv valódi részének, mivel, mint mondta, nincs rájuk elfogadott kifejezés, és ami nem a nyelv része, az nem is igazán tárgya a logikának; ez egyszerű megoldás lenne, de más helyeken viszont igenis tekintetbe vesz Arisztotelész nyelven kívüli szempontokat; s ezen kívül is rengeteg magyarázatot lehet még találni.).

#### A szubsztanciának ellentétes tulajdonságai lehetnek
A szubsztanciáknak nincs tehát ellentétük, viszont lehetnek ellentétes tulajdonságaik (persze nem egyszerre és ugyanazon tekintetben, hanem egymás után, váltakozva), úgy, hogy közben maga a szubsztancia „ugyanaz” marad (ezt teljesen világosan kifejti, ld. Kat. 5.f. 4a 15-20), s Arisztotelész szerint éppen ez a szubsztancia fő ismérve. Mindenképp felvetődik a kérdés, hogy mitől függ az, hogy valami változandót ugyanannak ismerünk fel – azaz változik is, de ugyanaz is marad. Már ennek a kijelentése is paradox (hiszen ha valami megváltozik, akkor mássá lesz, s ami más, mint önmaga, az lehet-e ugyanaz? Miért mondhatjuk, hogy ugyanaz?) Erre a kérdésre két-háromezer év óta nemigen tudunk mindenkit kielégítő és teljesen biztos választ adni, mert többféle megoldás elképzelhető, de mindegyiknek vannak furcsa következményei. Arisztotelész realizmusa abban áll, hogy egyszerűen elismeri ezt a paradox tényt: a szubsztancia épp az, amit változásai ellenére még azonosnak vagyunk képesek értelmezni. Ez utóbbi mondat ugyan így az Organonban nincs benne, de máshol ír róla, és például Arno Anzenbacher filozófus is így értelmezi Arisztotelész szubsztanciatanát.
„Úgy látszik, a szubsztancia legkizárólagosabb tulajdonsága, hogy – noha szám szerint egy és ugyanaz – ellentétes tulajdonságai lehetnek. Ezt pedig semmi egyéb esetében nem mondhatjuk, hogy ti. – noha szám szerint egy – ellentétes tulajdonságai lehetnek. Például egy és ugyanaz a szín nem lesz fehér és fekete, meg egy és ugyanaz a tett nem lesz jó és rossz. Ugyanígy a többieknél is, melyek nem szubsztanciák. A szubsztanciának viszont – noha egy és ugyanaz – ellentétes tulajdonságai lehetnek. Például egy bizonyos ember – noha egy és ugyanaz – egyszer fehér, másszor fekete, egyszer meleg, másszor hideg, egyszer rossz, másszor jó. Az összes többi esetén esetében viszont egynél sem találkozunk ilyesmivel. Hacsak nem tesz valaki olyan ellenvetést, hogy a kijelentés és a megítélés megengedi az ellentéteket. Például úgy látszik, hogy ugyanaz a kijelentés lehet igaz is, meg téves is. Például ha igaz az a kijelentés, hogy valaki ül, ugyanez már téves, ha az illető felállott. És ugyanígy van a megítélés esetében is […]. De még ha el is fogadnánk ezt az ellenvetést, akkor is az ellentétesség módjában van különbség. Mert ami a szubsztanciákat illeti, ezeknek saját maguk megváltozása révén lehetnek ellentétes tulajdonságaik […] a kijelentés maga azonban változatlan marad […] mert az a kijelentés, hogy bizonyos valaki ül, ugyanaz marad, és a tény megváltozásával lesz egyszer igaz, másszor téves […] Mert nem azért szoktuk mondani, hogy a kijelentésnek vagy a megítélésnek ellentétes tulajdonságai lehetnek, mert ők maguk vesznek föl valamilyen tulajdonságot, hanem azért, mert valami mással történt a változás.”
Arisztotelésznél még tovább mennek a „dialektikus” filozófusok (Hegel, Marx, dialektikus materializmus), akik világukat a változandóság tanára építik, így még a szubsztanciák létét is bizonyos mértékig megtagadva. A szofista filozófia az eleata iskola tanait általánosítva még tovább megy: minden változik, tehát minden látszat. A másik oldalról támadja Arisztotelészt Platón, kinek idealizmusát többek közt épp a fenti paradox hívhatta létre. Platón ideatanát sokan érthetetlenül ellentmondásosnak vagy légbőlkapottnak tartják (például Joseph Heller, akinek neve talán A 22-es csapdája c. könyve nyomán ismerős), ám alapjában véve egy nagyon logikus észrevételből származtatható (forrás szintén: Arno Anzenbacher):
eszerint ha valami változandót ugyanannak ismerhetünk fel, akkor logikusan kell lennie valaminek, ami a változás közben ugyanaz marad, és ami az ugyanakként való felismerést lehetővé teszi, legyen a neve Lényeg, vagy idea! Így a nyelvben már az egyszerű alany-állítmány felépítésű kijelentő mondatok vizsgálata elvezet a fenti „van, ami ugyanaz másképpen?” – aporiához, és ezáltal az idealizmus, a materializmus vagy relativizmus valamelyik válfajához; vagy valami más filozófiai megoldáshoz.

### A szubsztancia viszonylagosságáról
A Katégoriák 7. fejezetében, mely a „viszonnyal” foglalkozik, több ellentmondásosnak látszó bekezdést ír arról, hogy a szubsztanciák nem viszonylagosak. A Kategóriák szövege ezt mondja:
„Kétséges, vajon egy szubsztanciáról sem mondható-e el, hogy viszonylagos – mint ahogyan mi látjuk – vagy talán lehetséges ez némely másodlagos szubsztancia esetében. Mert az elsődleges szubsztanciára igaz ez, hiszen sem az egészek, sem a részek nem viszonylagosak. Mert nem beszélünk úgy: ez a bizonyos ember valakinek az ez a bizonyos embere, sem úgy, hogy ez a bizonyos marha valakinek az ez a bizonyos marhája. Ugyanúgy van a részeknél is. Mert nem mondjuk, hogy ez a bizonyos kéz valakinak az ez a bizonyos keze, hanem valakinek a keze, meg azt sem mondjuk, hogy ez a bizonyos kéz valakinek az ez a bizonyos keze. De ugyanígy van a legtöbb másodlagos szubsztanciánál is. Például nem mondjuk, hogy az ember valakinek ill. valaminek az embere, azt sem, hogy a marha valakinek, ill. valaminek az a marhája, sem azt, hogy a fa valakinek az a fája, hanem hogy valakinek a tulajdona.”. (Katégoriák 7. f.; 8a 20.-25.)
Nos tehát, az efféle másodlagos szubsztanciákra világos, hogy nem viszonylagosak, némelyeknél viszont ez vitatható. Például szoktunk úgy beszélni, hogy ez a fej valakinek a feje, és e kéz valakinek a keze, meg ilyesmit. Tehát úgy tűnhetne, ezek viszonylagosak. Ha tehát az előbb kielégítően határoztuk meg, hogy mik a viszonylagos dolgok, akkor nagyon nehéz vagy lehetetlen megoldani azt a kérdést, hogy egy szubsztancia sem mmondható viszonylagosnak. Ha azonban nem kielégítően határoztuk meg, hanem azok a dolgok viszonylagosak, melyek számára lenni annyi mint viszonyulni, akkor bizony tudunk ezekre mit válaszolni. Az első meghatározás érvényes ugyan minden viszonylagosra, de az, hogy viszonylagosak, mégsem annyi, hogy másokéiként mondhatók annak, amik.”
Világos: minden viszonylagos név olyan, hogy máshoz viszonyítva mondjuk olyannak, amilyen, de ez még nem elégséges, a viszonylagos szűkebb, mint ez az eredeti meghatározás, ami a fejezet elején található. A következőkben a definíció módosítását fejtegeti. Eszerint ha valaki ismer egy viszonyt, és annak az egyik tagját, akkor szükségképp a másik tagot is ismernie kell. Mondhatjuk egy rovarról, hogy csúnya, meg azt, hogy csúnyább mint egy virág, de azt nem mondhatjuk, hogy a rovar csak úgy valaminél vagy a szép dolgoknál csúnyább, mert hátha nála is akad csúnyább? Ha ezt mondanánk, az „nem lenne tudás, hanem csak feltevés”. Tehát ki kell ezzel egészíteni a viszony definícióját: két dolog viszonyban akkor áll, ha mindegyiket a másikhoz képest mondjuk annak, ami, de ezen felül a viszony fennállásának megállapításához mindkét dolog ismerete szükséges. Ez pedig a szubsztanciára már nem igaz: lehet azt tudni egy fejről akkor is, ha fej, ha véletlenül a hozzá tartozó testet nem ismerjük. Tehát egy fej része a testnek, de ezt akkor is tudjuk, ha nem ismerjük magát a testet.

### „Üres” kijelentések
A Katégoriák 10. fejezetének végén ez olvasható (a szembenállásról szóló résznél):
„Hiszen az, hogy Szókratész egészséges, ellentétes azzal, hogy Szókratész beteg. Azonban ezeknél sem mindig föltétlenül van így, hogy igaz az egyik, a másik téves. Mert ha van Szókratész, akkor egyik igaz, másik téves – de ha nincs Szókratész, akkor mindkettő téves. Hiszen sem az nem igaz, hogy Szókratész beteg, sem az, hogy egészséges.” (Katégoriák 10.f. 13b 15.-20.)
Ez a megállapítást a modern formális logika nem fogadja el. Nem létező dolgok esetében ugyanis ezekre minden olyan kijelentés igaz, amely nem tartalmaz egzisztenciális jellegű állító részt (például Van olyan griffmadár, amelyik pegazus – ez hamis, mivel ilyen griffmadár nincs, hiszen egyáltalán griffmadár sincs; de Minden griffmadár pegazus – ez igaz, mivel nem tudunk ellenpéldát mutatni. Valóban, ez azt jelentené, hogy lenne olyan griffmadár, amelyik nem pegazus. De ez hamis: mivel nincs griffmadár, ezért olyan sincs, amelyik nem-pegazus lenne, azaz a van olyan griffmadár, amelyik nem pegazus állítás hamis, és ezért ennek tagadása igaz. De ennek tagadása az, hogy nem igaz, hogy van olyan griffmadár, amelyik nem pegazus, ez pedig ugyanaz, hogy azt mondjuk, Minden griffmadár nem-nem-pegazus, ez pedig a kettős tagadás törvénye szerint ugyanaz, mintha azt mondanánk, Minden griffmadár pegazus, tehát ez tényleg igaz. Annyiban néha igazat szokás adni Arisztotelésznek, hogy a nem létező egyedi alanyokról szóló kijelentések mindig tévesek, de még ez is vitatható. Később ez a probléma a logikai deskripciók, az egzisztenciaállítások és hasonlók körüli vitákba torkollott, melyekben Bertrand Russell, Ruzsa Imre és mások homlokegyenest ellenkező véleményeket fogalmaztak meg.
Arisztotelész tehát velük szemben azt állította, hogy egy nem létező dologra vonatkozó kijelentés akkor is lehet hamis, ha nem tartalmaz egzisztenciális jellegű állítást. Azonban ezzel ellentétes kijelentést is tesz egy-két bekezdéssel lejjebb, ez is olvasható:
„Márpedig állítás és tagadás esetében – akár van Szókratész, akár nincs – egyik mindig igaz, a másik mindig téves. Mert az, hogy beteg Szókratész, és hogy nem beteg Szókratész, ha van Szókratész, világos hogy egyik igaz és a másik téves, és akkor is ugyanígy, ha nincs Szókratész. Mert ha nincs Szókratész, akkor téves, hogy beteg, és igaz, hogy nem beteg. ” (Katégoriák 10. f. 30.-35.)
Hozzá kell tennünk: mindez a 10. fejezetben van, és tudjuk, hogy a Katégoriák 10-15 fejezete valószínűleg nem hitelesen Arisztotelészi.